# Andrew Mitchell Torrance
Sir Andrew Mitchell Torrance DL (* 1845 in Cumnock; † 4. Februar 1909) war ein schottischer Politiker der Liberal Party.

## Leben
Torrance wurde im Jahre 1845 in Cumnock in Ayrshire geboren. Er besuchte die Cumnock Parish School und begann im Alter von 16 Jahren eine Ausbildung in dem Textilunternehmen Peter Kelso & Co. in Glasgow. Er zog anschließend nach London und war für das Unternehmen Smith, Anderson & Co. tätig. Im Jahre 1875 wurde Torrance Teilhaber des Unternehmens und eine Umbenennung in Miller, Son, & Torrance erfolgte. 1903 wurde er als Deputy Lieutenant von London eingesetzt und 1906 zum Knight Bachelor geschlagen. Er verstarb im Jahre 1909.

## Politischer Werdegang
Im späten 19. Jahrhundert war Torrance in der Kommunalpolitik aktiv. So bekleidete er zweimal das Amt des Bürgermeisters des Londoner Stadtteils Islington. Außerdem war er stellvertretender Vorsitzender, Vize-Vorsitzender und schließlich Vorsitzender des Londoner Stadtrates. Bei den Unterhauswahlen 1900 trat Torrance erstmals zu Wahlen auf nationaler Ebene an. Für die Liberal Party bewarb er sich um das Mandat des Wahlkreises Islington East. Hierbei trat er gegen den Konservativen Benjamin Cohen an, welcher den Wahlkreis seit 1892 im britischen Unterhaus vertrat. Er unterlag dem Konservativen deutlich und verpasste damit den Einzug in das House of Commons. Bei den folgenden Wahlen 1906 trat Torrance im Wahlkreis Glasgow Central gegen den Konservativen John George Alexander Baird an, der seit 1886 das Mandat des Wahlkreises hielt. Mit einem Stimmenanteil von 51,7 % erreichte Torrance die Stimmmehrheit und erhielt in der Folge einen Sitz im Unterhaus. Da er noch vor Ende der Wahlperiode verstarb, wurden im Wahlkreis Nachwahlen abgehalten. Diese gewann der Konservative Charles Dickson vor Torrance’ Parteikollegen Thomas Gibson Bowles.